# Gazela-de-przewalski
A gazela-de-przewalski (Procapra przewalskii), também conhecida como gazela-chinesa ou gazela-de-qinghai, é uma espécie de antílope encontrada na China, na província de Qinghai.